# Jan Jongeleen
Jan Jongeleen (Aarlanderveen, 22 januari 1879 - Wageningen, 13 mei 1961) is als predikant voor de Christelijke Gereformeerde Kerken van grote betekenis geweest op tal van terreinen, in het bijzonder voor de zending en het onderwijs. Hij is vooral bekend geworden door zijn Lesboek over de Gereformeerde geloofsleer, waarin hij zijn gedachten over de betekenis van het genadeverbond uiteen zette. Dit leverde hem behalve waardering in eigen kerkverband, tegenreacties op vanuit andere kerkverbanden binnen de gereformeerde gezindte; met name de Gereformeerde Kerken door Prof. K. Schilder en vanuit de Gereformeerde Gemeenten door ds. G.H. Kersten. Het is de verdienste van ds. Jongeleen geweest, dat door zijn standpunt de positie van de Christelijke Gereformeerde Kerk tot de Gereformeerde Kerken en anderzijds de Gereformeerde Gemeenten bepaald werd. Dit bevorderde in hoge mate de consolidering van het eigen kerkelijke leven. Ds. Jongeleen publiceerde ook andere boeken die van betekenis waren voor de plaatsbepaling van de Christelijke Gereformeerde Kerk. Hij publiceerde in meerdere tijdschriften en periodieken. Van zijn hand verschenen tal van preken in de serie Uit de Levensbron. Ds. Jongeleen was veertig jaar redacteur van het zendingsblad Uw koninkrijk kome. Als zodanig bepleitte hij de belangen van het zendingswerk. Ds. Zonneveld schreef in Om Sions Wil een herdenkingsartikel over ds. Jongeleen: "Het leven van ds. Jongeleen kenmerkte zich door eenvoud en eerlijkheid, bovenal door een nauw leven met de Heere. Zijn leven was een biddend leven. Zijn studeerkamer was een bidvertrek, daarin lag zijn kracht."
Op 28- jarige leeftijd werd hij als student aan de Theologische School in Rijswijk ingeschreven. In 1914 werd hij op 35-jarige leeftijd predikant in zijn eerste gemeente Noordeloos. Hierna was hij achtereenvolgens verbonden aan de gemeenten Maarssen, Hilversum, Groningen en Apeldoorn. In zijn Apeldoornse periode ontwikkelde ds. Jongeleen zich tot een spil in het kerkelijke leven. Zo verrichtte hij veel werk voor de generale synodes en gaf hij aan tal van theologische studenten adviezen. Ds. Jongeleen was een bekwaam catecheet. De eerste druk van zijn Lesboek over de Gereformeerde geloofsleer verscheen in 1927. In 1945 verscheen er een vierde herziene druk. 
Tot 1946 bleef ds. Jongeleen in Apeldoorn. Daarna was hij voor de tweede maal predikant in Noordeloos. Zijn laatste gemeente was Bussum. Hierna was hij nog werkzaam als hulppredikant in Ede alwaar hij ijverde voor een Christelijke Gereformeerde Kerk in Wageningen. 
Op politiek terrein bleef hij trouw aan de Anti Revolutionaire Partij en verrichtte voor deze partij tal van spreekbeurten. Na de hevige confrontatie met ds. Kersten zal een keuze voor de Staatkundig Gereformeerde Partij voor hem minder voor de hand gelegen hebben. Toch was het juist ds. Jongeleen geweest die sterk had gepleit voor toenadering van de Christelijke Gereformeerde Kerk tot het kerkverband van de Gereformeerde Gemeenten. Een poging die jammerlijk strandde in de pennenstrijd van 1928-1937. 
Op 13 mei 1961 overleed ds. Jongeleen op 82-jarige leeftijd en werd begraven in Noordeloos. 

## Publicaties
- De Profeet Eliza, Twaalf Bijbellezingen door ds J. Jongeleen in dichtvorm bijeengebracht door een hoorder (1924)
- Met ootmoedigheid bekleed, intree predicatie Hilversum (1927)
- Beknopt vragenboek over de gereformeerde geloofsleer (1928), 1e druk
- Het genadeverbond / Een woord van verweer tegenover ds. Kerstens grove beschuldiging (1928)
- Voorwoord in "Het genadeverbond en de kerk" (1929)
- Des Heeren zegen verzekerd / Christus in het midden der Zeven Gouden Kandelaren (1930)
- Kerk en zending (1930)
- Hoofdzaken uit de geschiedenis der Gereformeerde Kerken in Nederland van 1795 tot heden (1930)
- De scheuring des rijks (1939)
- Hoofdzaken uit de geschiedenis der Gereformeerde Kerken in Nederland van 1795 tot heden (1949), tweede geheel herziene en vermeerderde druk
- De vereeniging der Chr. Geref. met de Doleerenden in 1892 (1933)
- Beknopt vragenboek over de gereformeerde geloofsleer (1947), 4e druk
- Beknopt vragenboek over de gereformeerde geloofsleer (1951), 5e druk
- Preken in serie: Uit de Levensbron, Wekelijkse predicatiën.